# Namakdan

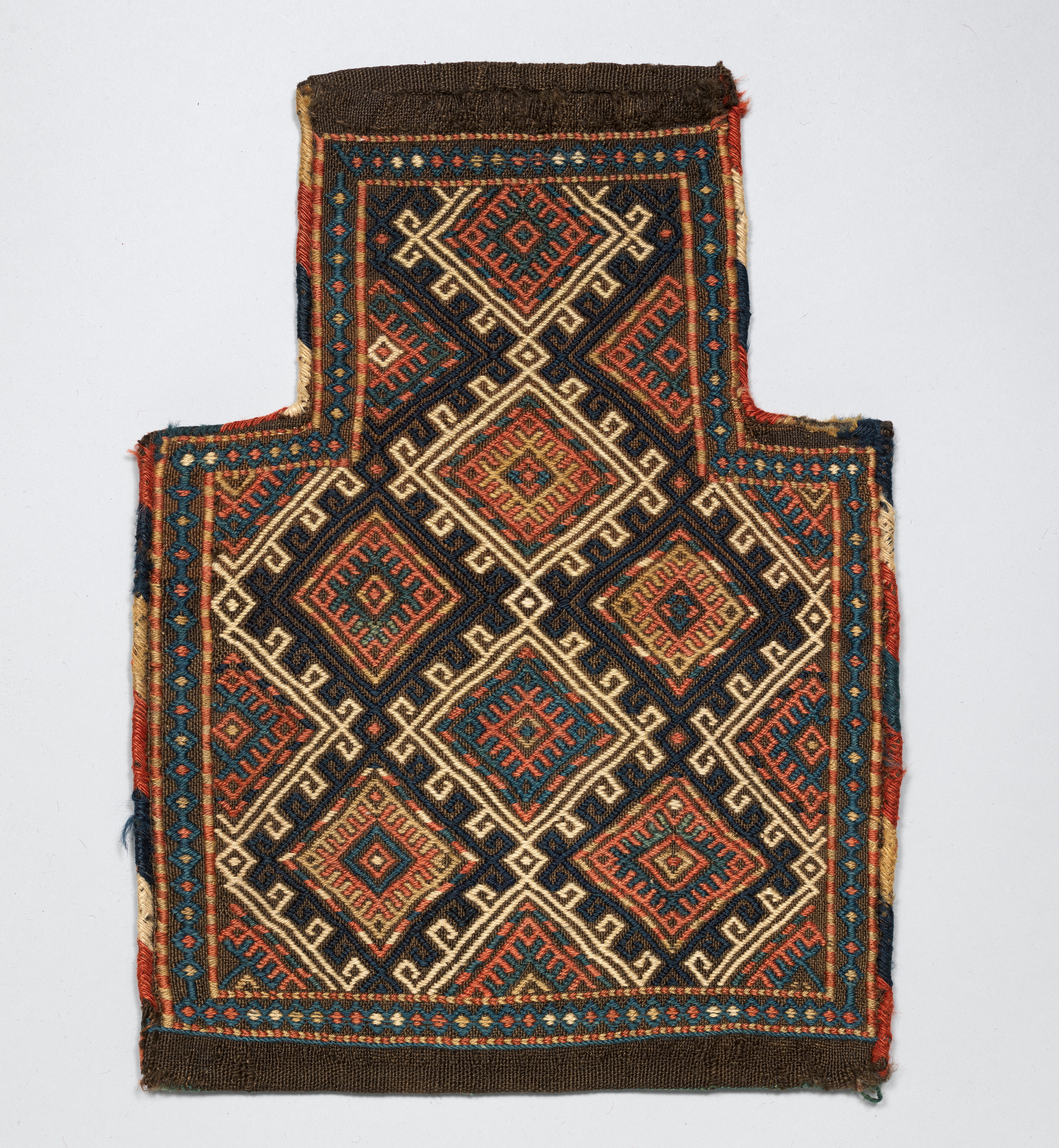
Salztasche (Metropolitan Museum of Art)

Namakdan (Namak = Salz (Farsi)) sind orientalische Salztaschen. Diese Taschen dienen zum Aufbewahren von Salz und haben ein flaschenartiges Format. Salz wird von den Nomaden nicht nur für ihr tägliches Leben benötigt, sondern auch für ihre Tiere während der Wanderschaft.
Vornehmlich werden Namakdans von den Afschar gewebt, einem turkstämmigen, zu den Oghusen zu zählenden Volk des heutigen Iran. Daneben gibt es bedeutende Herstellungsgebiete in Belutschistan und Lorestan. Regelmäßig sind die Taschen dergestalt gewebt, dass man mit einer Hand durch den „Flaschenhals“ hineinfahren kann, um Salz zu entnehmen.